# Саган, Франсуаза
Франсуа́за Сага́н (фр. Françoise Sagan, настоящая фамилия — Куаре́ (фр. Quoirez); 21 июня 1935 года, Кажар — 24 сентября 2004 года, Экемовиль, Онфлёр, Нормандия) — французская писательница, драматург, в 1985 году удостоена премии князя Монако за вклад в литературу. Взяла свой псевдоним под влиянием фрагмента из Марселя Пруста («В поисках утраченного времени»), где речь идёт о герцогине Доротее Саган.

## Биография
Родилась в местности Кажар. После провала в её обучении (в 1953 не сдала вступительный экзамен в Сорбонне), в 19 лет стала известной благодаря публикации своего первого романа «Здравствуй, грусть!» (фр. Bonjour, tristesse; 1954), который имел блестящий успех в обществе и у критиков. Саган, которую Франсуа Мориак назвал «очаровательным монстром», получила благодаря этому роману Премию критики, среди таких опытных авторов, как Жан Гитон. Саган шокировала учителей французского среднего класса своей простой историей об одной несовершеннолетней девочке, чувствительной и аморальной, обманувшей легкомысленного отца вместе с его любовницей, которая ей не нравится, рассказанной во фрагментарном и разочарованном стиле. Этот роман изображает, прежде всего, внутренний мир самой Саган, который уже не изменится с тех пор: светский внутренний мир, состоящий из праздных и поверхностных людей, находящихся в поиске более убедительной реальности, чем тот мир, в котором они живут. Этот роман считался не только отражением несомненной чувствительности эпохи (явно своеобразной своим весёлым безразличием перед лицом решения литературного арбитража других писателей, например, Сартра), но и началом определённого стиля женской литературы.
Роман Франсуазы Саган «Здравствуй, грусть!» был переведён на тридцать языков мира, а затем экранизирован в 1958 году и 2024 году.
За ним последовали и другие романы, и многочисленные рассказы, пьесы, повести, например: «Любите ли вы Брамса?» (1959), «Немного солнца в холодной воде» (1969), «Потерянный профиль» (1974), «Нарисованная леди» (1981), «Уставшая от войны» (1985).
Большая часть произведений Франсуазы Саган — о любви, одиночестве, неудовлетворённости жизнью; они отличаются ясностью повествовательной манеры и точностью психологического рисунка.
Франсуаза Саган дважды выходила замуж. В 1958 году — за сорокалетнего издателя Ги Шёллера, а затем в 1962 году — за молодого американца Боба Уэстхоффа, лётчика, сменившего штурвал самолёта на профессию модели. От второго брака остался сын Дени Уэстхофф. Её также связывали романтические отношения с женщинами, в частности, с модным редактором и экс-супругой Клода Брассёра Пегги Рош.
Создавая романы про хрупкую любовь, сама она то и дело становилась героиней скандальных светских хроник, сама себя называя «прожигательницей жизни». В её жизни было множество скандалов, неуплаченных налогов, странных замужеств, автомобильных аварий, шикарных яхт, пристрастие к наркотикам и алкоголю, условные тюремные сроки, азартные игры — и в конце жизни бедность, несмотря на все полученные ею гонорары. Франсуаза Саган умерла 24 сентября 2004 года от лёгочной эмболии в больнице нормандского города Онфлёр. За несколько лет до смерти писательница сочинила некролог для самой себя.

## Творчество
Новеллы Саган были благоприятно восприняты публикой сначала благодаря фольклору Латинского квартала, так же как и форме написания «объективной», более внушающей определённые мысли, чем убеждающей. Её новеллы, характеризующиеся малым количеством персонажей и краткими описаниями, отличаются открытой выдержанностью интриги, обозначенной схемой любовного треугольника.
Считается, что психология персонажей Саган уходит корнями в психологию Ф. С. Фицджеральда, но у него они находятся в навязчивых идеях о своём прошлом, в то время как герои Саган, такие как Жиль в «Немного солнца в холодной воде», понимают, что жили всегда в мошенническом и скучном мире и не возвращаются в своё прошлое. 
Несмотря на то, что Саган на протяжении многого времени была объектом скандалов в прессе и обнаружила на протяжении всей своей жизни чёткое волеизъявление освободиться от всех норм, созданные ею женские персонажи соответствуют мнению и желаниям мужчин.
После «Здравствуй, грусть» появились другие успешные романы, все они основывались на теме любви, грусти и меланхолии: «Смутная улыбка» (1956); «Через месяц, через год» (1957); «Любите ли Вы Брамса?» (1959) и «Волшебные облака» (1961).
Другими её произведениями были «Капитуляция» (1965), «Страж сердца» (1968), «Немного солнца в холодной воде» (1969), «Бархатные глаза» (1975), «Смятая постель» (1977), «Нарисованная леди» (1981), «Бегство» (1991) и «Недовольный пассажир» (1994).
Обвиняемая в приверженности беллетристике, искусственной и однотонной, Саган продемонстрировала способности работать в других литературных жанрах. Например, написала театральные пьесы «Скрипачи иногда причиняют вред» (1961) и «Лошадь исчезла» (1966), а также написала биографию Сары Бернар, озаглавленную ею «Дорогая Сара Бернар» / Sarah Bernhardt: Le rire incassable (1987) и автобиографические произведения, такие как «Удары в душу» (1972) и «С моим лучшим воспоминанием» (1984).
На русском языке произведения Франсуазы Саган «Синие фужеры», «Приблуда» и др. многократно издавались с 1983 года по настоящее время.

### Романы
- Здравствуй, грусть! / Bonjour tristesse, Éditions Julliard, 1954.
- Смутная улыбка[фр.] / Un certain sourire, 1956.
- Через месяц, через год[фр.] / Dans un mois, dans un an, 1957.
- Любите ли Вы Брамса?[фр.] / Aimez-vous Brahms ?, 1959.
- Волшебные облака / Les Merveilleux Nuages, 1961.
- Сигнал к капитуляции / La Chamade, 1965.
- Ангел-хранитель[фр.] (Хранитель сердца) / Le Garde du cœur, Éditions Julliard, 1968.
- Немного солнца в холодной воде / Un peu de soleil dans l’eau froide, 1969.
- Синяки на душе[фр.] / Des bleus à l'âme, 1972
- Неясный профиль / Un Profil perdu, 1974.
- Смятая постель[фр.] / Le Lit défait, 1977.
- Приблуда / Le Chien couchant, 1980 (пер. И. Радченко)
- Женщина в гриме / La Femme fardée, 1981.
- Недвижимая гроза (Когда приближается гроза, 2010) / Un Orage immobile, 1983.
- И переполнилась чаша[фр.] / De guerre lasse, 1985.
- Рыбья кровь / Un Sang d’aquarelle, 1987.
- Поводок / La Laisse, 1989.
- Окольные пути / Les Faux-Fuyants, 1991.
- Прощай, печаль / Un Chagrin de passage, 1993.
- В туманном зеркале / Le Miroir égaré, 1996.

### Новеллы
- Бархатные глаза (Шёлковые глаза) / Des yeux de soie, 1975
- Синие фужеры / Les fougères bleues, 1979.
- Музыка к сценам (Слезинки в красном вине) / Musique de scène, 1981.
- Дом Ракель Вега / La maison de Raquel Vega, 1985.

### Сочинения для театра
- 1958 — Le Rendez-vous manqué
- 1960 — Замок в Швеции[фр.] / Château en Suède
- 1960 — Жиголо / Le Gigolo
- 1961 — Иногда скрипки[фр.] / Les Violons parfois
- 1963 — Сиреневое платье Валентины[фр.] / La Robe mauve de Valentine
- 1964 — Превратности фортуны[фр.] / Bonheur, impair et passe
- 1966 — Лошадь в обмороке[фр.] / Le Cheval évanoui
- 1970 — Заноза[фр.] / L'Écharde
- 1970 — Пианино в траве[фр.] / Un piano dans l’herbe
- 1978 — Днём и ночью хорошая погода / Il fait beau jour et nuit
- 1987 — Другая крайность[фр.] / L’Excès contraire

### Киносценарии
- 1963 — Ландрю / Landru

### Биографии
- Дорогая Сара Бернар / Sarah Bernhardt: Le rire incassable, биография, 1987.

## Память
В 2008 году на экраны вышел биографический фильм режиссёра Дианы Кюрис «Саган», главную роль в котором исполнила Сильви Тестю.